# Troësnes
Troësnes is een gemeente in het Franse departement Aisne (regio Hauts-de-France) en telt 213 inwoners (1999). De plaats maakte deel uit van het arrondissement Château-Thierry tot zij op 1 januari 2017 overgeheveld werd naar het arrondissement Soissons.

## Geografie
De oppervlakte van Troësnes bedraagt 2,6 km², de bevolkingsdichtheid is 81,9 inwoners per km².
De onderstaande kaart toont de ligging van Troësnes met de belangrijkste infrastructuur en aangrenzende gemeenten.

## Demografie
Onderstaande figuur toont het verloop van het inwonertal (bron: INSEE-tellingen).
Vanwege een beveiligingsprobleem met de MediaWiki Graph-software is het momenteel niet mogelijk deze grafiek weer te geven. Zodra de software is bijgewerkt zal de grafiek vanzelf weer zichtbaar worden.
1. ↑  Populations de référence 2022.